# Roussines (Indre)
Roussines é uma comuna francesa na região administrativa do Centro, no departamento Indre. Estende-se por uma área de 22,5 km². Em 2010 a comuna tinha 372 habitantes (densidade: 16,5 hab./km²).